# Volpini (famiglia)
I Volpini (de Vulpinis) furono una famiglia di tipografi originari di Castel Goffredo, attivi a Venezia fra il 1539 ed il 1541.
Il loro nome si affiancò ad altri mantovani già presenti nella città lagunare: Aldo Manuzio, Andrea Torresano, Antonio Blado, Teodoro e Bartolomeo Ragazzoni, Giorgio e Cesare Arrivabene.

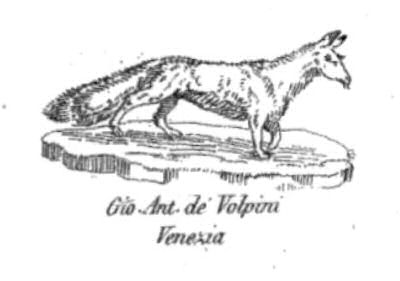
Marca tipografica Volpini Venezia.

## Esponenti illustri
- Giovanni Antonio Volpini, tipografo[5]
- Domenico Volpini, tipografo, feratello di Giovanni Antonio
- Andrea Volpini, poeta e libraio, figlio di Giovanni Antonio

### Altre fonti
- Mario Castagna, I Volpini da Castel Goffredo. Una famiglia di tipografi nella Venezia del Rinascimento, in Il Tartarello, n. 3-4, Castel Goffredo, Edizioni Vitam, 31 dicembre 2012,  pp. 18-37.